# Verrucella umbraculum
Verrucella umbraculum is een zachte koraalsoort uit de familie Ellisellidae. De koraalsoort komt uit het geslacht Verrucella. Verrucella umbraculum werd in 1786 voor het eerst wetenschappelijk beschreven door Ellis & Solander. 